# Vaiguva
Vaiguva is een geslacht van uitgestorven kreeftachtigen uit de klasse van de Ostracoda (mosselkreeftjes).

## Soort
- Vaiguva vaiguva Sidaravichiene, 1992 †